# Tigeciklin
A tigeciklin a glicilciklinek(en) csoportjába tartozó antibiotikum. Javallatok:
- komplikált bőr- és lágyékfertőzések
- szövődményes hasűri fertőzések: vakbélgyulladás, epegyulladás, hasi tályog, bélperforáció, perforált gyomor- vagy nyombélfekély
- baktérium okozta tüdőgyulladás.

## Hatásmód
A 30S(en) riboszóma-alegységhez kötődik, és akadályozza az aminoacil-tRNS(en) molekulák bejutását a riboszóma „A-részébe”. Ezzel lehetetlenné teszi az aminosavmaradékok növekedő peptidláncokba történő beépülését, végeredményben a fehérjeszintézist.
A tigeciklin képes legyőzni a két legfontosabb tetraciklinrezisztencia-mechanizmust, a riboszomális védettséget és a baktériumokból kifelé irányuló transzportmechanizmusokat (efflux(en)).
Néhány baktériumtörzs, pl. a Proteeae, Pseudomonas aeruginosa(en) és Acinetobacter baumannii(en) kevésbé érzékeny a tigeciklinre. Ezen túlmenően szerzett rezisztenciát tapasztaltak a Klebsiella pneumoniae(en)-ben, az Enterobacter aerogenes(en)-ben és az Enterobacter cloacae(en)-ben. A csökkent érzékenységet mindkét csoport esetén a nem-specifikus AcrAB multidrog efflux-pumpa túlzott expressziójának tulajdonítják.

## Mellékhatások, ellenjavallatok
A szer – tapasztalatok híján – ellenjavallt 18 év alatti gyermekeknél.
Mellékhatások: a tetraciklineknél „megszokottak”: fényérzékenység, pseudotumor cerebri, hasnyálmirigy-gyulladás, továbbá antianabolikus hatás, mely emelkedett karbamidnitrogén(en) szinthez, azotémiához, acidózishoz (elsavasodáshoz), hipofoszfatémiához(en) (alacsony foszforsavszinthez) vezet.
A többi antibakteriális szerhez hasonlóan a tigeciklin is okozhat pseudomembranosus colitist(en), melynek súlyossága az enyhétől az életveszélyesig terjedhet. Hasmenés megjelenésekor ezért az orvosnak mérlegelnie kell a kockázatot. A hasmenés és a hányás a klinikai próbák során a leggyakoribb mellékhatás volt (20 ill. 14%).
Maradandó fogelszíneződést és fogzománc-károsodást okozhat, ha a fog fejlődése alatt alkalmazzák. Késői csontosodási folyamatot indíthat el. Emiatt nem szabad alkalmazni 8 éves kor alatt. Ugyanilyen hatása van a magzatra is, ezért terhesség alatt csak egyértelmű szükség esetén szabad adni.
Állatkísérletekben a tigeciklin átjutott az anyatejbe. Emberi adat nincs, de a fenti mellékhatások miatt mérlegelni kell a szoptatás megszakítását.
Egyéb gyakori mellékhatások: szédülés, emelkedett AST(en) és ALT(en) szint (mely gyakran a terápia befejezése után jelentkezik), kiütés, fejfájás.
A tigeciklin alkalmazása a szerre nem érzékeny organizmusok elszaporodását okozhatja, a gombákat is ideértve.
A tigeciklin kölcsönhatásba léphet a warfarinnal, ezért ilyenkor a véralvadást monitorozni kell.
Az antibiotikumok csökkenthetik a fogamzásgátló tabletták hatását.
Nem áll rendelkezésre arról adat, hogy a tigeciklin emberben átjut-e a vér-agy gáton.

## Adagolás
Intravénásan, 30–60 percen keresztül. A kezdő adag felnőtteknél 100 mg, melyet 5–14 napon keresztül 12-óránkénti 50 mg-os (súlyos májkárosodásban 25 mg-os) adagok követnek.
A tigeciklin szilárd alakban, injekciós üvegben kerül forgalomba. Az alkalmazás előtt az üvegben megfelelő módon fel kell oldani. A fel nem használt port és oldatot meg kell semmisíteni.
A tigeciklin kombinálható más antibiotikumokkal.
Nem szabad a tigeciklinnel együtt beadni: amfotericin B, klórpromazin, metilprednizolon és vorikonazol(en).

## Készítmények
- Tygacil 50 mg por oldatos infúzióhoz[halott link] (OGYI)

## Fizikai/kémiai tulajdonságok
Narancssárga színű por.
Becsült LD50-értékek intravénásan:
- hím egér: 124 mg/tskg
- nőstény egér: 98 mg/tskg
- patkány: 106 mg/tskg